# Chamaele decumbens
Chamaele es un género monotípico de plantas herbáceas de la familia de las apiáceas.  Su única especie, Chamaele decumbens, es originaria de Japón en Hokkaido, Honshu, Shikoku y Kyushu donde se encuentra en el bosque.

## Descripción
Es una hierba perenne con hojas 3 a 7 cm de largo, y 2-6 cm de ancho. Inflorescencias de 10-25 cm de altura con las Flores blancas, florecen en marzo y mayo. Frutas 2,5 3,5 cm de largo.
Chamaele decumbens fue descrita por (Thunb.) Makino y publicado en Botanical Magazine 17: 14. 1903.

## Sinonimia
- Aegopodium tenerum (Miq.) Y.Yabe
- Aegopodium tenerum var. japonicum Y.Yabe
- Carum tenerum (Miq.) Koso-Pol.
- Chamaele decumbens f. dilatata Satake & Okuyama
- Chamaele decumbens var. gracillima H.Wolff
- Chamaele decumbens f. japonica (Y.Yabe) Ohwi
- Chamaele decumbens var. japonica (Y.Yabe) Makino
- Chamaele decumbens var. micrantha Masam.
- Chamaele japonica Makino ex Y.Yabe
- Chamaele japonica (Y.Yabe) Makino
- Chamaele tenera Miq.
- Sium decumbens Thunb.[2]